# Maschinendenkmal
Das Maschinendenkmal ist ein Denkmal im zu Hettstedt gehörenden Ortsteil Burgörner-Altdorf im Harzvorland in Sachsen-Anhalt. Es erinnert an die Inbetriebnahme der ersten deutschen Dampfmaschine wattscher Bauart am 23. August 1785.

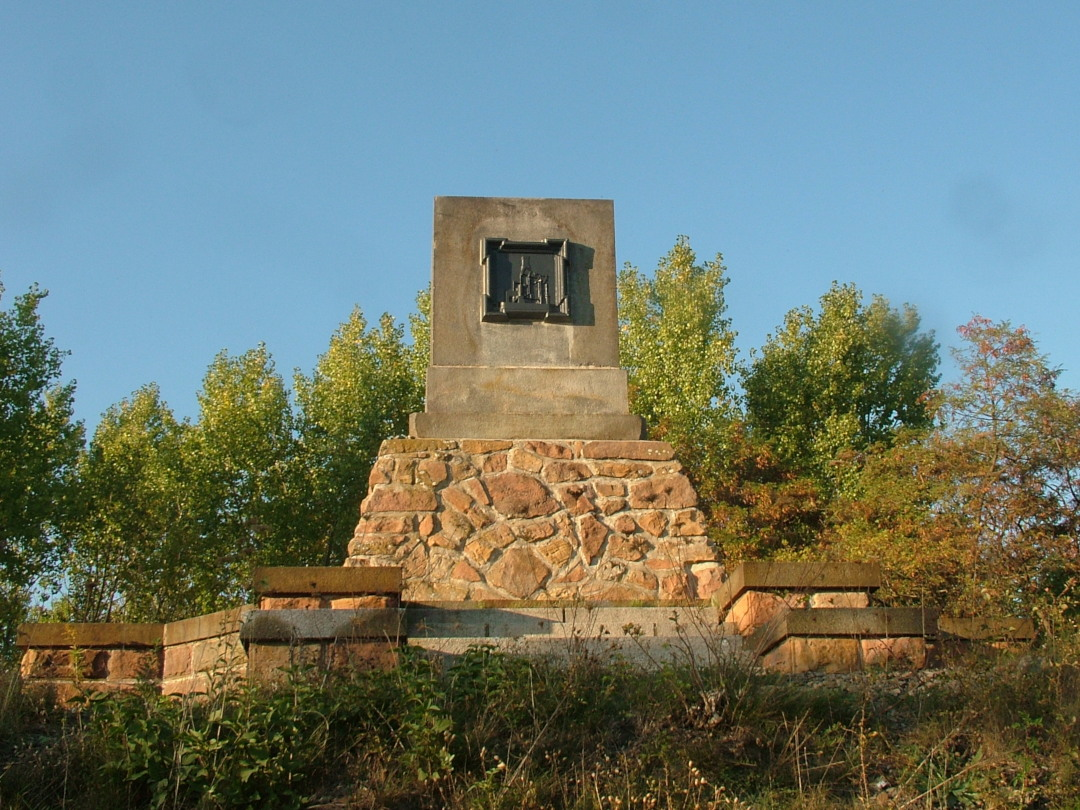
Das Maschinendenkmal bei Hettstedt im Jahr 2011

## Geschichte
Da in der zweiten Hälfte des 18. Jahrhunderts bei der Gewinnung von Kupferschiefer im König-Friedrich-II.-Schacht in Burgörner stetige Wasserzuflüsse die Existenz des Schachtes bedrohten, war das Abpumpen der Grubenwässer von herausragender Bedeutung. Mit verschiedenen Techniken versuchte man dementsprechend eine Wasserhaltung, bis man sich für eine „Feuermaschine“ genannte Dampfmaschine wattscher Bauart entschied, wie sie auch in waliser Kohlegruben eingesetzt wurde. Um die entsprechenden Detailkenntnisse zum Bau einer solchen Maschine zu erwerben, reiste der preußische Bergbeamte Carl Friedrich Bückling zweimal in verdeckter Mission nach England. Die Dampfmaschine konnte am 23. August 1785 in Betrieb genommen werden. Erst 1794 wurde sie durch eine leistungsstärkere Anlage ersetzt, verrichtete aber weitere 54 Jahre auf einem Steinkohlenschacht in Löbejün ihren Dienst. In der Werkstatt, die diese Dampfmaschine angefertigt hatte, entstanden bis 1806 noch neun weitere Exemplare.
Anlässlich der 100-Jahr-Feier der Inbetriebnahme fasste im Jahr 1885 der Thüringer Bezirksverein des Vereins Deutscher Ingenieure (VDI) den Beschluss, auf der Halde des König-Friedrich-Schachtes ein Denkmal zu errichten. Auf der Hauptversammlung des VDI im Jahr 1886 in Koblenz wurden dazu die entsprechenden Mittel bewilligt. Hinzu kamen Spenden einzelner Großindustrieller. Die Einweihung des Denkmals erfolgte am 20. August 1890. Der VDI, der seit dem 17. August 1890 seine jährliche Hauptversammlung in Halle abhielt, war dazu mit einer Delegation von ungefähr 120 Personen, darunter auch der Vorsitzende Hermann Blecher, vertreten.
Einige Jahre nach der Einweihung des Denkmals erwarb der VDI das Grundstück, auf dem sich das Denkmal befindet, und ließ dort Anpflanzungen vornehmen.

## Ausführung

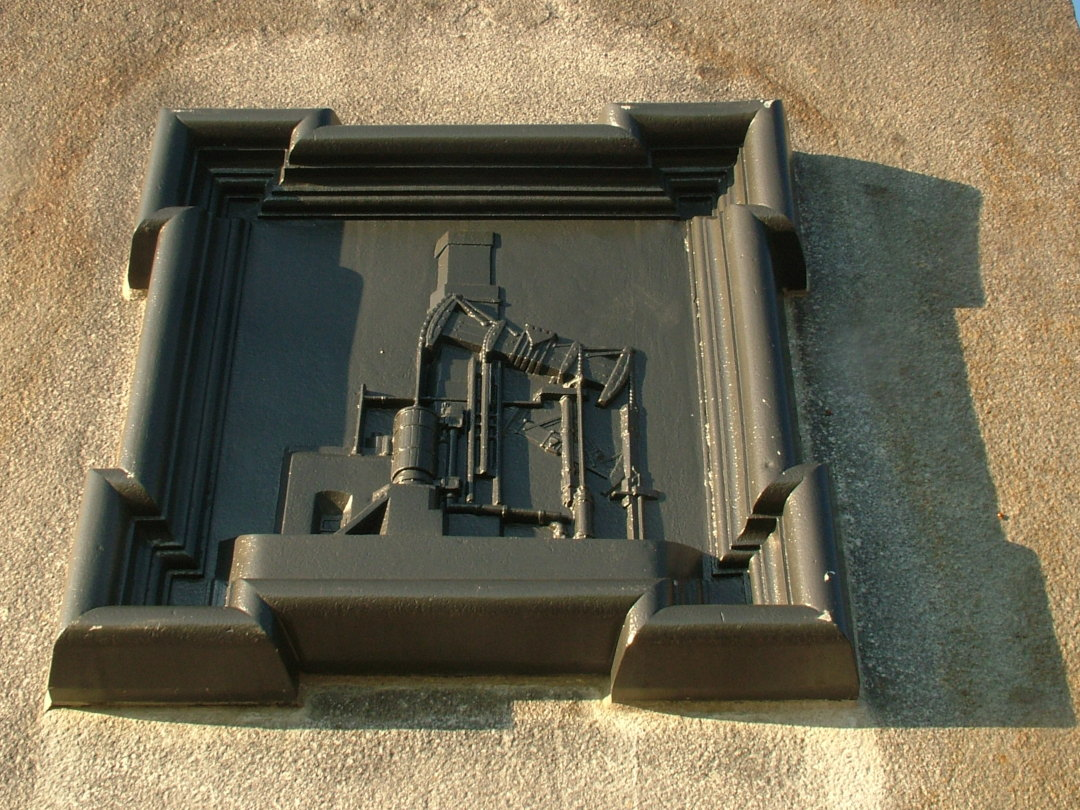
Bronzerelief der Dampfmaschine

Das Denkmal ist als Granitblock ausgeführt, der auf einem nach oben verjüngenden betonierten Unterbau aus Sandsteinblöcken steht. Am Granitblock befinden sich zwei Bronzetafeln, von denen eine eine Reliefdarstellung der ersten Dampfmaschine zeigt. Die andere Bronzetafel trug die Inschrift: „Am 23. August 1785 kam an dieser Stelle: dem König Friedrich Schacht die erste, aus deutschem Material und von deutschen Arbeitern hergestellte FEUER MASCHINE in Betrieb. Der Stein wurde zur Erinerung vom Verein deutscher Jngenieure errichtet im Jahre 1890.“ Um das Denkmal gibt es einen Umlauf, der vom tieferliegenden Weg über Treppen erreichbar ist. Ein Umlauf aus Sandsteinen schließt dieses Podest ab.
Die Einweihung des zunächst noch verhüllten Denkmals im Jahr 1890 erfolgte mit einer großen Delegation des VDI unter dem Ruf: „So falle denn die Hülle unter dem Rufe: Ein Hoch der deutschen Technik, ein Hoch der deutschen Arbeit!“
Zum 150-jährigen Jubiläum der Dampfmaschine 1935 und noch einmal im Jahr 2007 nach einem Diebstahl wurde letztere Tafel durch eine neue ersetzt, die einen leicht abweichenden Text trägt. Auf der neuen Tafel ist zu lesen: „Am 23 August 1785 kam an dieser Stelle dem Koenig Friedrichschachte die erste, aus deutschem Material und von deutschen Arbeitern hergestellte FEUERMASCHINE in Betrieb, zu dauernder gewerblicher Benutzung.“